# Giorgio Merighi
Giorgio Merighi (* 20. Februar 1939 in Denore, Ferrara; † 12. Januar 2020 in Jesi) war ein italienischer Opernsänger (Tenor).

## Leben
Nach seiner Ausbildung am Konservatorium in Pesaro debütierte er 1962 als Riccardo in der Oper Un ballo in maschera von Giuseppe Verdi beim Spoleto Festival. 
An den Sieg beim Gesangswettbewerb in Bilbao 1968 schlossen sich Engagements an die führenden Opernhäuser Europas an, darunter die Mailänder Scala, die Deutsche Oper Berlin, die Wiener Staatsoper und die Covent Garden Opera London. 1970 gab er sein Amerika-Debüt als Luigi in der Oper Il tabarro von Giacomo Puccini an der Dallas Opera. Er trat auch an der Lyric Opera of Chicago und an der Metropolitan Opera in New York auf. Merighi galt als herausragender Sänger für das italienische Fach.

## CD-Aufnahmen
- Saverio Mercadante: Il Reggente (Myto)
- Giacomo Meyerbeer: Roberto il Diavolo (Myto)
- Giuseppe Verdi: Ernani (Myto)